# Pterygota papuana
Pterygota papuana är en malvaväxtart som beskrevs av Otto Warburg. Pterygota papuana ingår i släktet Pterygota och familjen malvaväxter. Inga underarter finns listade i Catalogue of Life.